# Hirschfeld (Brandemburgo)
Hirschfeld é um município da Alemanha, situado no distrito de Elbe-Elster, no estado de Brandemburgo. Tem 20,47 km² de área, e sua população em 2019 foi estimada em 1.235 habitantes.